# Paraoxone
Le paraoxone est un inhibiteur de l'acétylcholinestérase, une enzyme. C'est un organophosphoré qui est la substance active du parathion, un insecticide. Il est aussi utilisé comme médicament ophtalmologique dans le traitement du glaucome. Le paraoxone est un des insecticides inhibiteur de l'acétylcholinestérase les plus puissants, sa puissance équivaut à environ 70 % de celle du sarin. De ce fait il est rarement utilisé comme insecticide à cause du risque d'empoisonnement pour les humains et les animaux. Il est facilement absorbé par la peau et a été utilisé comme technique d'assassinat dans le cadre du programme d'armes chimiques et biologiques sud-africain Projet Coast à l'époque de l'apartheid. 